# Paulo Cabral
Pour les articles homonymes, voir Cabral.
Paulo Cabral, de son nom complet Paulo Sérgio Martinho Cabral, est un footballeur portugais né le 24 juin 1972 à Vila Nova de Cerveira. Il évoluait au poste de défenseur latéral.

## Biographie

### En club
Après des passages dans des clubs portugais comme le SC Vianense, le FC Tirsense ou le CD Aves, il évolue tardivement en première division en 1999 lorsqu'il rejoint le CF Belenenses,.
De 2000 à 2004, il évolue dans le club du Benfica Lisbonne,.
Sa carrière se termine sur une dernière saison 2004-2005 au CF Belenenses,.
Il dispute 90 matchs pour deux buts marqués en première division portugaise,.

### En équipe nationale
International portugais, il reçoit une unique sélection en équipe du Portugal le 15 novembre 2000 contre Israël (victoire 2-1 à Braga).